# Округ Поуп (Илиноис)
Округ Поуп (енгл. Pope County) је округ у америчкој савезној држави Илиноис.

## Демографија
По попису из 2010. године број становника је 4.470, што је 57 (1,3%) становника више него 2000. године.
| Група             | 2000.         | 2010.         |
| Белци             | 4.104 (93,0%) | 4.055 (90,7%) |
| Афроамериканци    | 166 (3,8%)    | 269 (6,0%)    |
| Азијати           | 12 (0,3%)     | 11 (0,2%)     |
| Хиспаноамериканци | 40 (0,9%)     | 64 (1,4%)     |
| Укупно            | 4.413         | 4.470         |